# Quai Lénine
Le quai Lénine (На́бережная и́мени Ле́нина), autrefois quai Alexandre, appelé simplement le Quai par les habitants, est la grande promenade du bord de mer et une voie piétonnière de Yalta en Crimée. C'est l'une des voies les plus anciennes de cette ville portuaire et balnéaire. Elle est bordée de palmiers, d'attractions, de cafés, de bars et de restaurants. Elle est recouverte de carreaux de granite rouge et de porphyrite gris clair.

## Histoire

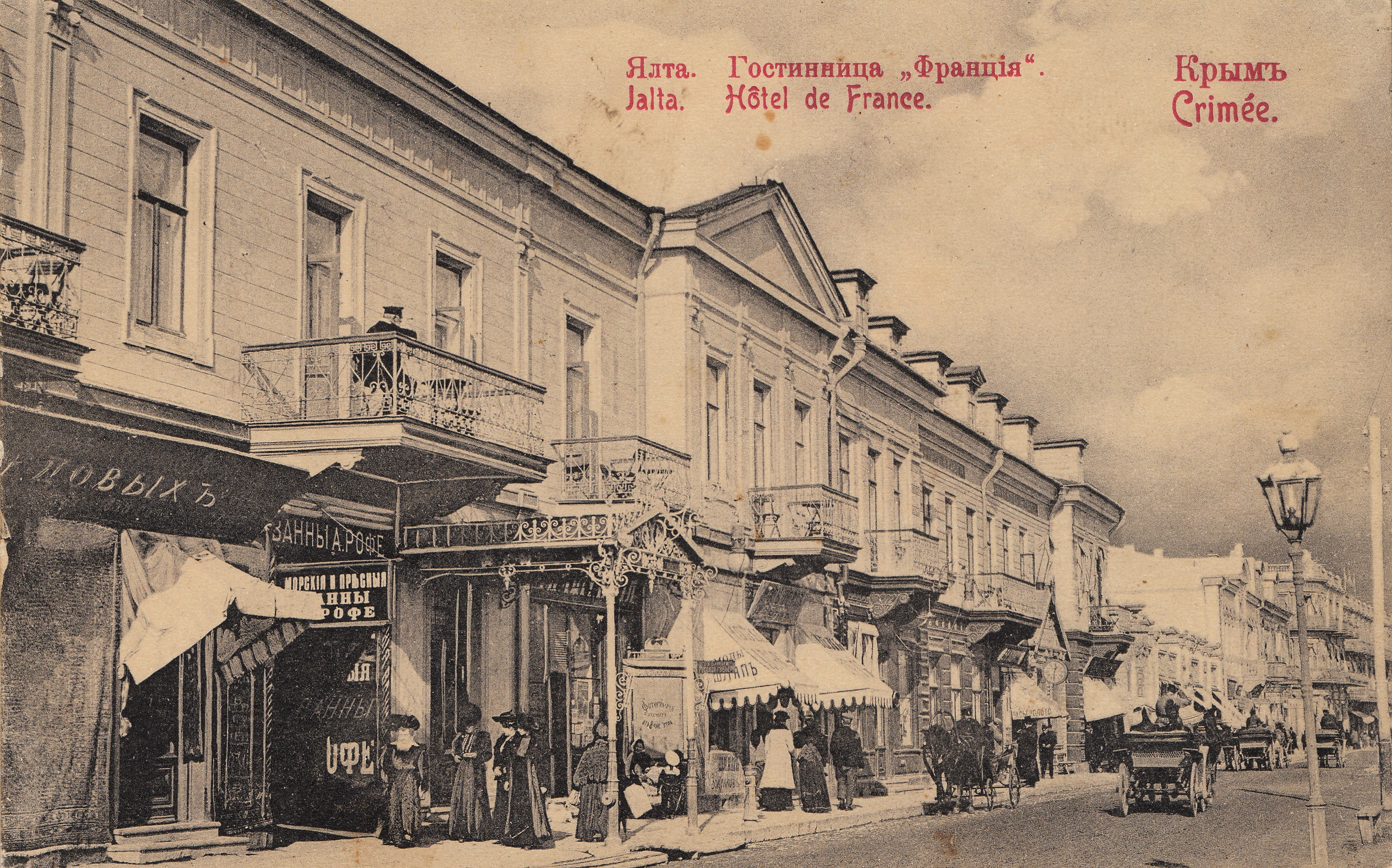
L'hôtel de France, vers 1900.

En 1837, le poète Vassili Joukovski ne trouve sur la berge qu'un seul bâtiment, celui des douanes.
La rive est aménagée en 1842-1844 sous la direction de l'architecte Constantin Gonaïev. La voie prend le nom de « quai Alexandre » (Александровская набережная). La jetée est surélevée en 1886 avec des blocs de pierre et des rembardes métalliques selon le projet d'Alexandre Berthier-Delagarde. Cela devient le lieu de promenade favori des habitants et des nombreuses personnes en villégiature.
La jetée est renforcée contre les tempêtes en 1961. En 2009, on installe sur le quai une petite chapelle dédiée au nouveaux martyrs de Russie.

## Description
Plusieurs rues mènent à cette promenade de bord de mer: la rue Volodarski, la rue Gogol, la rue Pouchkine, la rue Catherine, la voie (pereoulok) de la Mer Noire, la rue de la Mer (Morskaïa), la rue de l'Architecte-Krasnov, la rue de Kiev, la rue de Moscou.
On trouve sur le quai les bâtiments de la poste principale, le club maritime international et des installations de divertissement. Il y a aussi une statue de Lénine. Du milieu du quai, près des postes d'amarrage des bateaux à moteur des lignes locales et des bateaux de plaisance, commence le téléphérique qui mène à la colline de Darsan.
Près de la station inférieure du téléphérique se trouve le bâtiment de l'hôtel « Tauride » (Таврида; anciennement hôtel Russie, Россия) au n° 13. Il a été construit en 1875 et a longtemps été le plus grand et le plus confortable de Yalta. En 1876, Nikolaï Nekrassov, gravement malade, y a vécu pendant environ deux mois et a travaillé à son poème « Кому на Руси жить хорошо » (littéralement: Qui devrait bien vivre en Russie). Un nombre important de noms bien connus sont mentionnés sur la plaque commémorative de l'hôtel. Le bâtiment est également intéressant pour son architecture (reconstruit au début du XXIe siècle).
Du côté Ouest du quai, l'on trouve un bateau à l'allure grecque, c'est le restaurant Apelsin (Orange) et en face l'immense platane d'Isadora Duncan formant une grosse sphère. Les bains Roffe (aujourd'hui hôtel Sofia) sont dignes d'intérêt avec une façade néomauresque. La rivière Vodopadnaïa (ou Outchan-Sou) coupe le quai dans sa partie Ouest. 
La promenade de Yalta est le lieu de nombreuses œuvres littéraires et cinématographiques. Parmi les plus célèbres, l'on peut citer La Dame au petit chien de Tchekhov et le film tiré de cette nouvelle de Kheifitz en 1960, ou encore le film de Soloviov, Assa, sorti en 1987. Des épisodes du film Opération Y et autres aventures de Chourik y ont été tournés également.

## Photographies

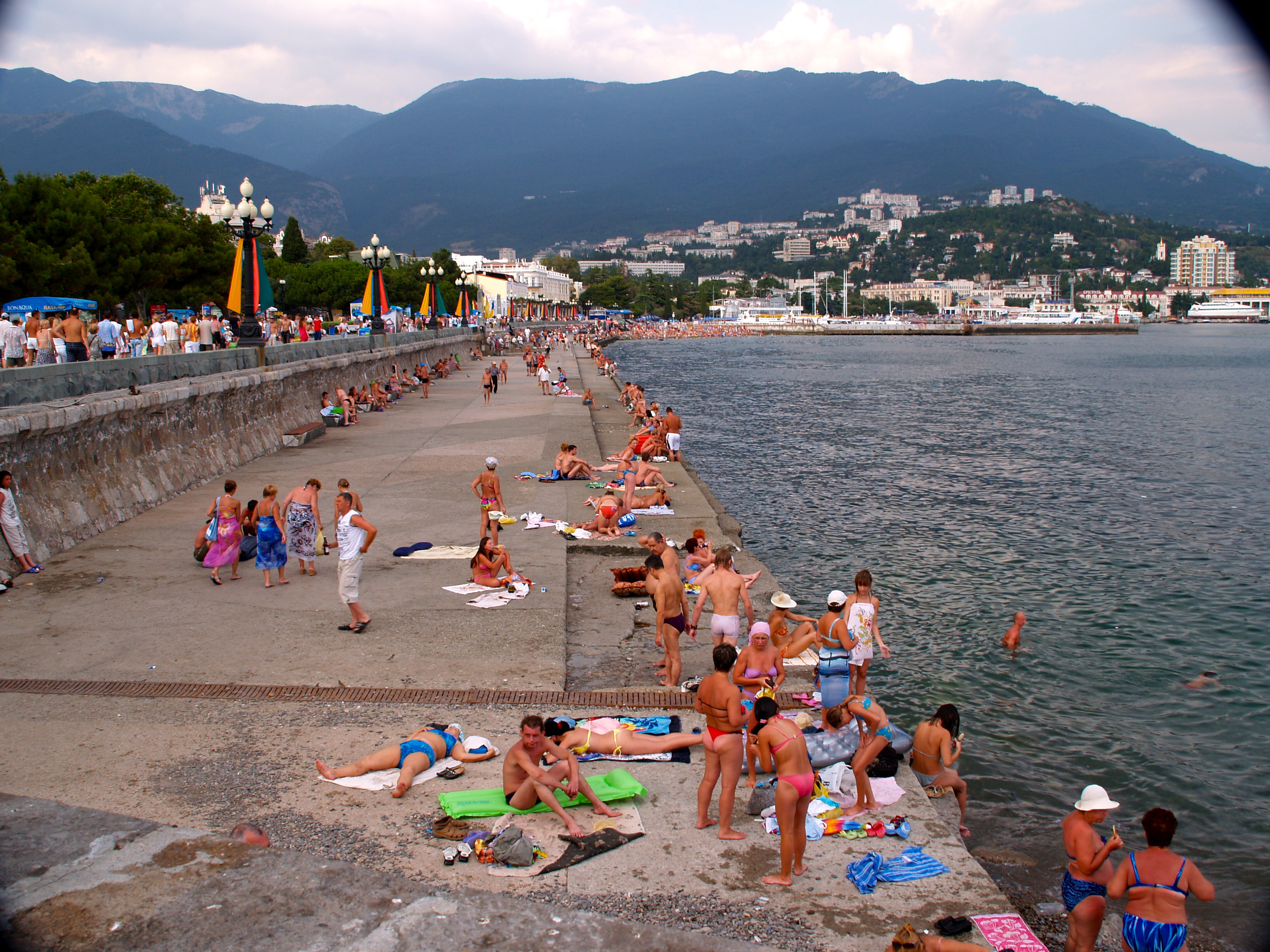
La jetée en été.
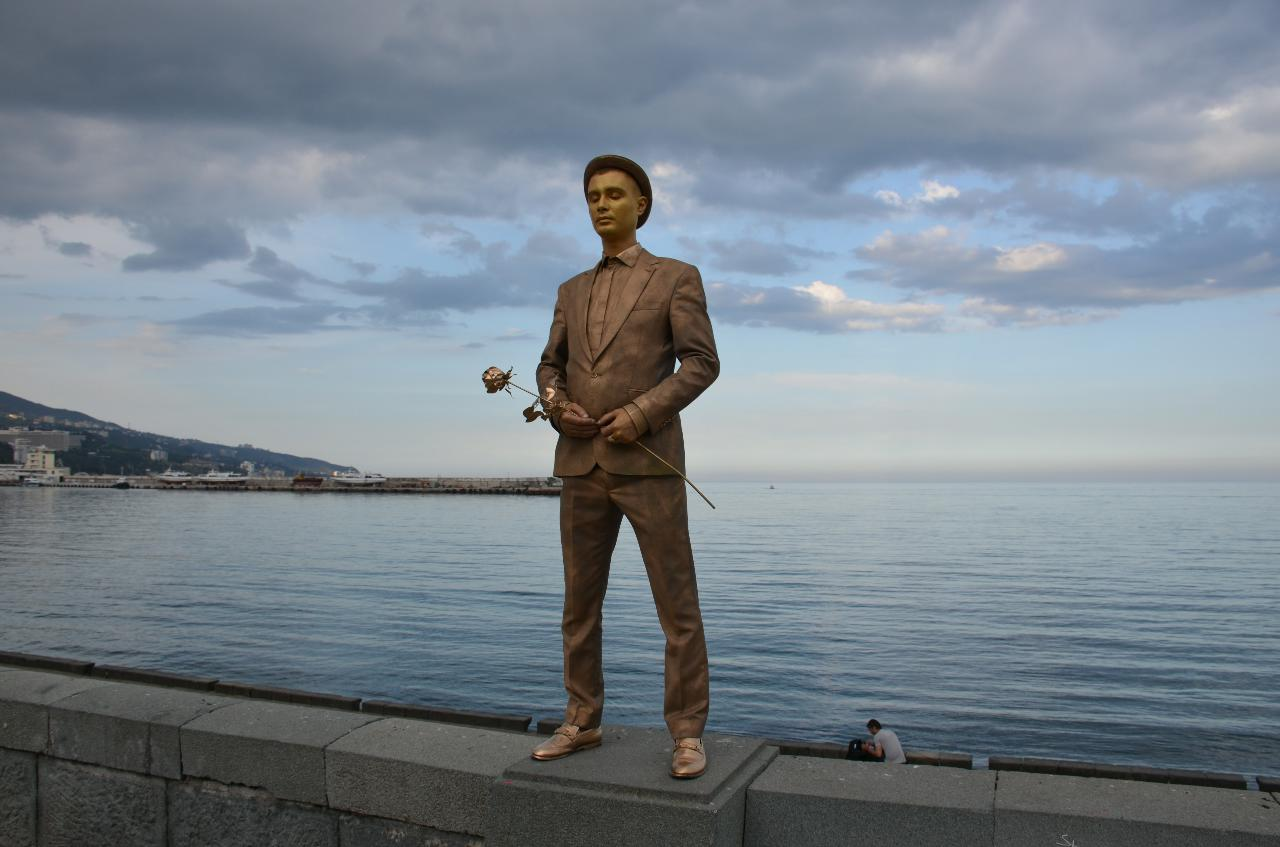
Sur la rembarde
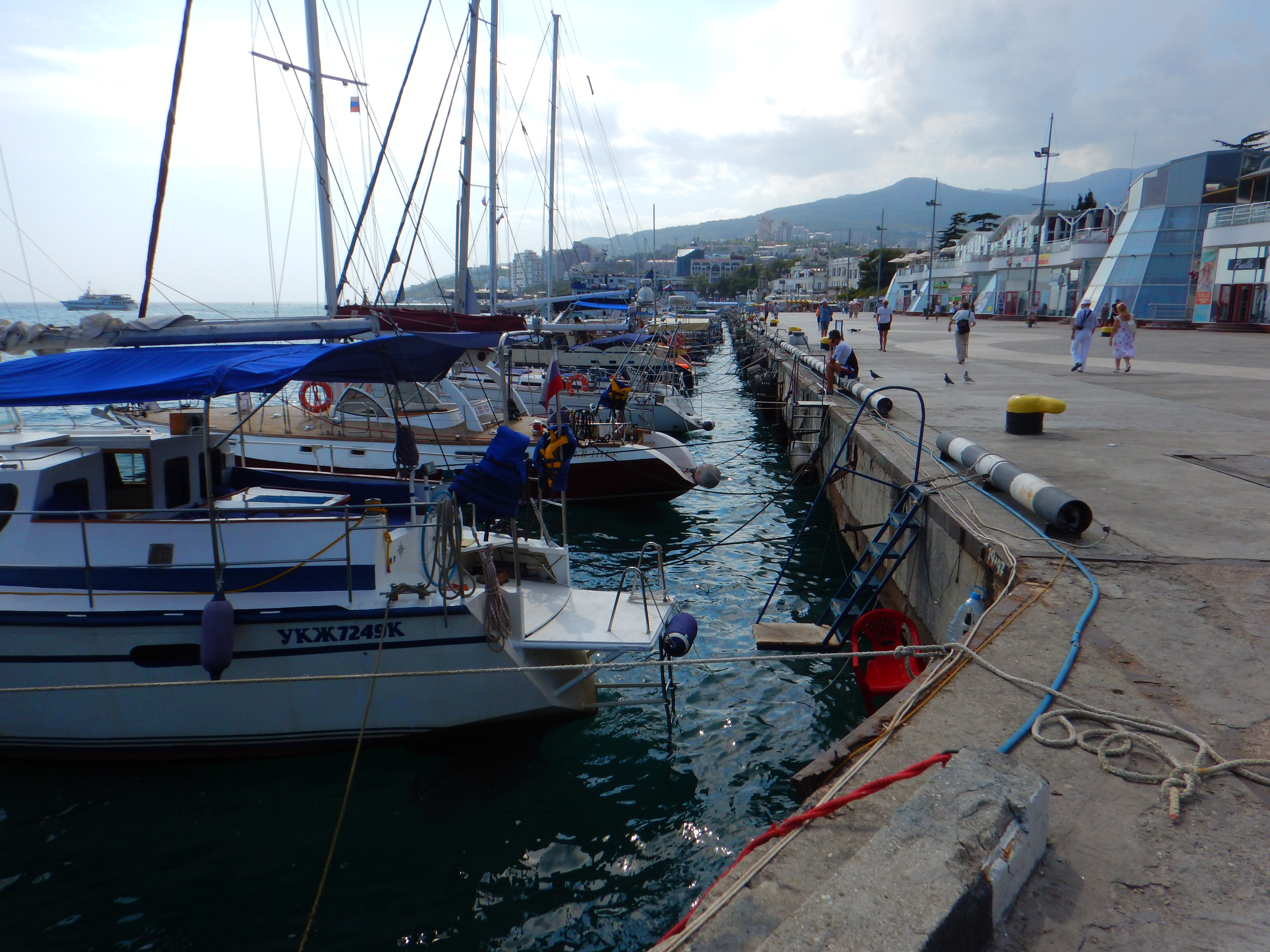
Bateaux à quai.
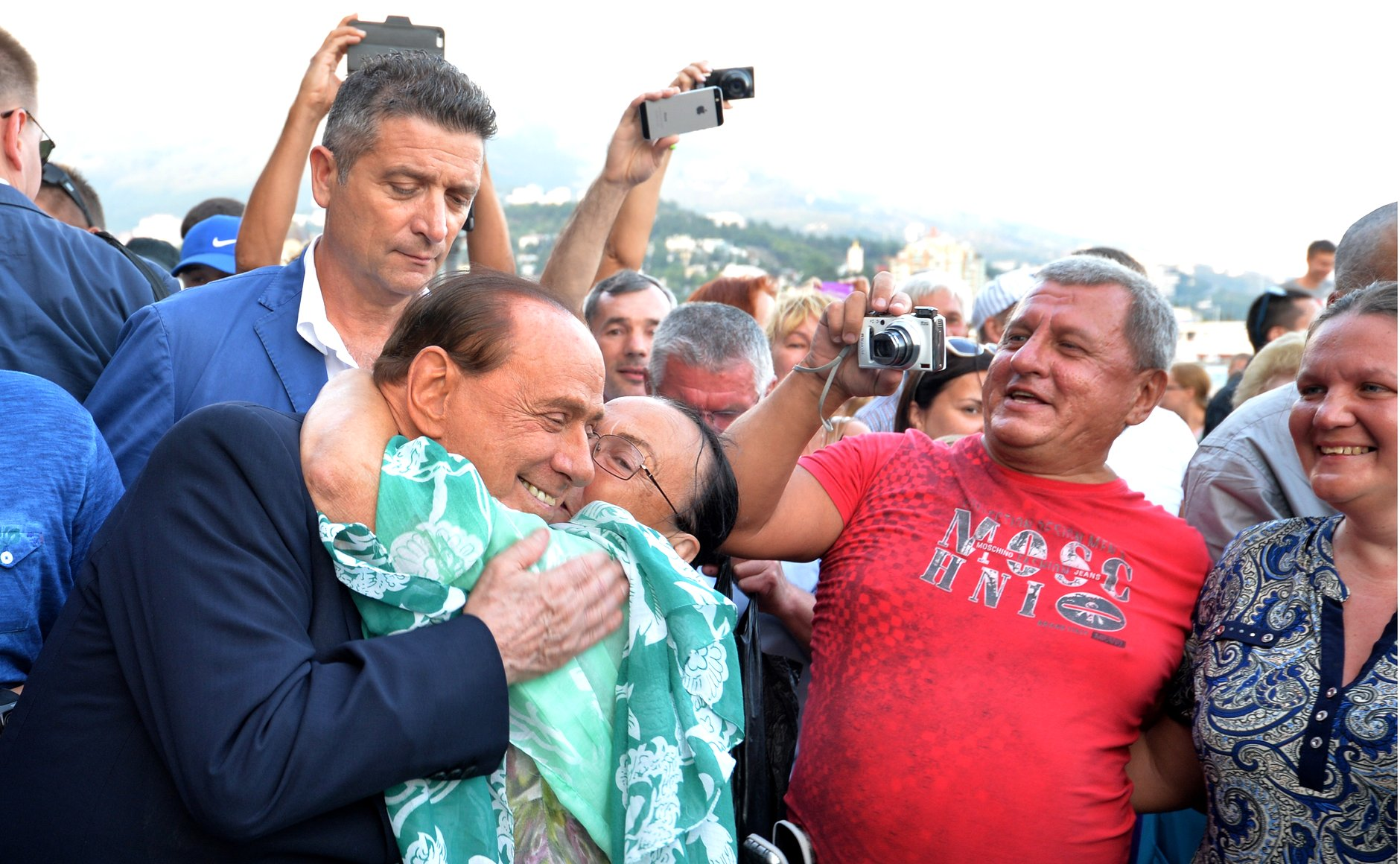
Visite privée de Silvio Berlusconi le 11 septembre 2015.
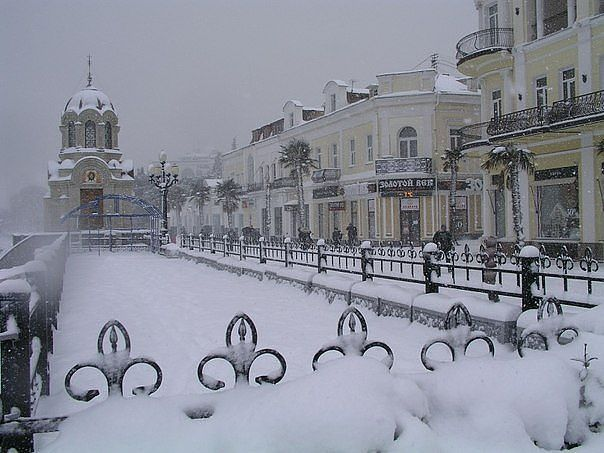
Vue en hiver.
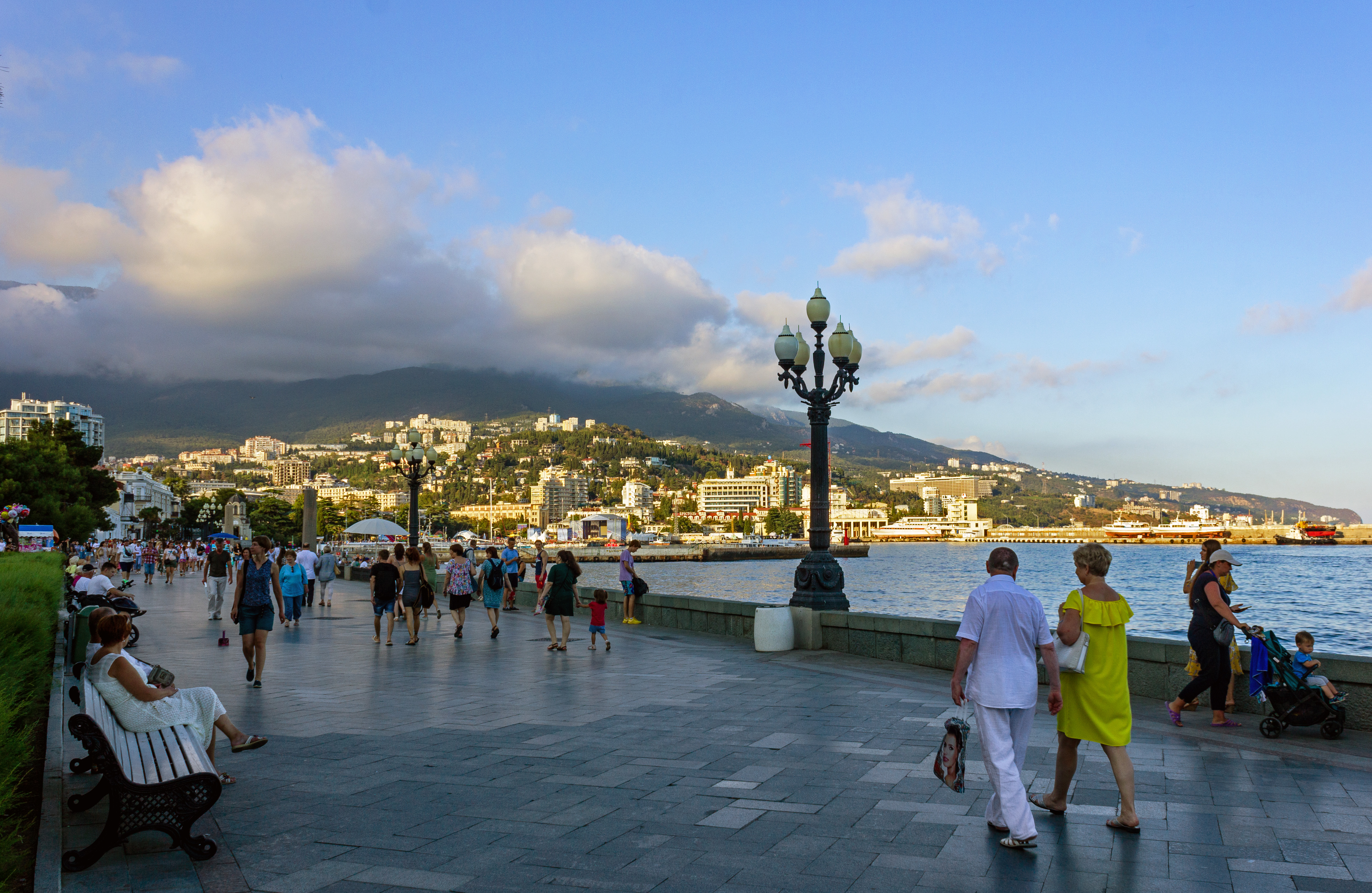
Vue en août.